# Gêrmia
Gêrmia (em latim: Germia) foi uma cidade greco-romana situada na Anatólia Central, na província romana tardia da Galácia Secunda.

## História
Do reinado do imperador Justiniano (r. 527–565), que dirigia-se para a cidade para banhar-se nas termas locais, Gêrmia ficou conhecida como Miriângelos (em grego: Μυριάνγελοι; romaniz.: Myriángeloi; lit. "Miríada de Anjos") devido seu celebrado santuário dedicado a São Miguel Arcanjo e os santos Anjos. As ruínas do santuário bizantino, bem como os restos das termas e da pousada erigidas por Justiniano, estão localizadas na vila de Gümüşkonak, formalmente conhecida como Yörme, 8 quilômetros ao sul de Günyüzü, na província de Esquixequir.

## Sé episcopal
No século VI, o geógrafo Hiérocles mencionou Gêrmia como um bispado. Desde aproximada 650 ela foi uma arquidiocese autônoma, um estatuto por ela mantido no século IX e também sob os imperadores Leão VI, o Sábio (r. 886–912), Constantino VII Porfirogênito (r. 913–959) e Aleixo I Comneno (r. 1081–1118). Tornou-se uma sé metropolitana autocéfala pelo tempo de Miguel VIII Paleólogo (r. 1259–1282), Andrônico II (r. 1282–1328) e Andrônico III (r. 1328–1341), mas desapareceu logo depois. É atualmente listada dentre as sés titulares da Igreja Católica.